# Bernardo Ruiz
Bernardo Ruiz Navarrete (Orihuela, Alicante, 8 de enero de 1925 - 14 de agosto de 2025) fue un ciclista español, profesional entre los años 1945 y 1958. Fue tres veces campeón de España en ruta y una de montaña. Posee en su palmarés la Vuelta ciclista a España 1948, así como dos terceros puestos en la Vuelta de 1957 y el Tour de Francia 1952. Anteriormente, ya había sido 9.º en el Tour de 1951.

## Biografía

### Primeros años
Hijo de un miembro de la UGT represaliado por el franquismo. Su familia era simpatizante comunista. Después de la derrota del bando republicano en la Guerra Civil Española, su familia sufrió discriminación en la represión franquista por sus opiniones políticas, y a su padre se le prohibió un empleo formal y se vio obligado a presentarse en la estación de policía local cada dos semanas. Se forjó como ciclista en la carretera sin asfaltar, ayudando a su padre con el comercio de estraperlo. Se dirigía en bicicleta desde Orihuela por Torremendo hasta Cartagena.  Traían patatas, huevos, cereales, pan…
Uno de los hermanos mayores de Ruiz fue obligado a ingresar en la División Azul, una unidad del ejército español que luchó junto al ejército alemán en el Frente Oriental durante la Segunda Guerra Mundial. Fue herido por una granada soviética lanzada contra su puesto de ametralladoras que mató a todos los demás estacionados allí, y recibió una pensión de guerra que le permitió prestarle a Bernardo Ruiz el dinero para pagar su primera bicicleta, una Alcyon. Compró la bicicleta para reemplazar el burro de la familia, que había muerto en un accidente de tráfico, como medio de transporte. Según Ruiz, compitió por primera vez sin saberlo en una carrera ciclista cuando era adolescente cuando se encontró con un grupo de ciclistas que iban en dirección opuesta a él, y espontáneamente decidió seguirlos, sin saber que estaban compitiendo. Obtuvo una gran victoria en los campeonatos regionales de Valencia, organizados por el único partido político legal del régimen franquista,  FET y de las JONS, cuando aún era un adolescente. Como resultado de su éxito, la discriminación contra su familia terminó.
En 1945 Ruiz ganó la Vuelta a Cataluña, entonces la carrera ciclista más lucrativa de España, a la edad de 20 años. Esta fue su primera carrera fuera de la región valenciana y ayudó a lanzar su carrera profesional. Ese año también debutó en la Vuelta a España, donde quedó en el puesto 23 de 26 finalistas. Describió la experiencia de correr la carrera como "aterradora". Tres años más tarde se llevó la clasificación general en la carrera, tomando la delantera de Dalmacio Langarica después de que este último perdiera tiempo debido a varios pinchazos. Al finalizar la carrera, se suponía que Ruiz recibiría el trofeo de ganador de manos de Francisco Franco en una ceremonia en el entonces nuevo estadio Santiago Bernabéu; Sin embargo, al enterarse de que tendría que esperar tres horas para que se completara un partido de fútbol antes de la presentación, decidió irse.
En 1949 Ruiz compitió en el Tour de Francia como parte del equipo nacional de España. Después de recibir insultos de los exiliados republicanos españoles, Ruiz y sus compañeros de equipo se retiraron de la carrera en la quinta etapa y se fueron a competir en la Vuelta a Portugal. Como resultado de la retirada, España no fue invitada al año siguiente; se envió un equipo en 1951, incluido Ruiz. Obtuvo dos victorias de etapa, la primera para España desde la Guerra Civil, y terminó noveno en la general. En el Tour del año siguiente, Ruiz terminó tercero en la clasificación general detrás de Fausto Coppi y Stan Ockers. Ruiz dijo más tarde que no podría haber superado a Coppi para la victoria, pero que había perdido el segundo lugar debido a su cauteloso descenso por el Mont Ventoux, que le hizo perder cuatro minutos con Coppi y Ockers.
Después de retirarse de la competencia, se convirtió en director deportivo, incluso para el equipo Faema, donde dirigió a Federico Martín Bahamontes, a pesar de que la pareja se había involucrado anteriormente en peleas a puñetazos: Ruiz declaró antes de la Vuelta a España de 1960 que "nos toleramos mutuamente".

### Legado
Ruiz tuvo que correr con equipo pesado porque España estaba pasando por una depresión económica. Ruiz es uno de los pocos corredores que ha completado las tres Grandes Vueltas, en una sola temporada, lo que hizo en tres ocasiones. A partir de 2020, solo otros dos ciclistas han logrado esto más de tres veces. Durante su carrera corrió un total de 21 Grandes Vueltas y completó 12 Grandes Vueltas consecutivas.
Fue el primer español en alcanzar el podio del Tour de Francia y en ganar una etapa en el Giro de Italia.
Alasdair Fotheringham lo ha descrito como "un pionero accidental del ciclismo profesional español posterior a la Guerra Civil", a través de su éxito internacional en un momento en que España estaba experimentando dificultades económicas durante los primeros años de la era de Franco, allanando el camino para compatriotas como Federico Martín Bahamontes.
Tras retirarse del ciclismo profesional, pasó algunos años como director deportivo. Tras su trayectoria como director, durante el cual Angelino Soler ganó la Vuelta a España 1961 bajo sus órdenes, regresó a su pueblo natal, donde regentó un establecimiento de venta de motos y bicicletas durante muchos años.
Le concedieron la Medalla de Plata de la Ciudad, en 2015 la Medalla al Mérito Deportivo de la Generalitat Valenciana y fue nombrado Hijo Predilecto de Orihuela cuyo pabellón municipal de deportes lleva su nombre y también el jardín del parque de La Ocasara.
Ruiz cumplió 100 años el 8 de enero de 2025 y murió el 14 de agosto del mismo año.

## Palmarés
| 1945 - Campeonato de España en Ruta para Independientes - Volta a Cataluña 1946 - Campeonato de España en Ruta - 1 etapa de la Volta a Cataluña - Trofeo Jaumendreu 1947 - Vuelta a Burgos - 2.º en el Campeonato de España en Ruta - 2 etapas de la Vuelta a Valencia 1948 - Campeonato de España en Ruta - Vuelta a España , más 3 etapas y clasificación de la montaña - Vuelta a Mallorca, más 1 etapa 1949 - Vuelta a Asturias 1950 - 2.º en el Campeonato de España en Ruta - 1 etapa de la Vuelta a España - 1 etapa de la Volta a Cataluña - Clásica de los Puertos - Trofeo Fernando Salvadores | 1951 - Campeonato de España en Ruta - 2 etapas del Tour de Francia - 1 etapa de la Volta a Cataluña - 1 etapa del Tour de Romandía - Clásica de los Puertos - Vuelta a Castilla 1953 - 2.º en el Campeonato de España de Montaña en Ruta 1954 - Vuelta a Asturias - 2.º en el Campeonato de España en Ruta 1955 - 1 etapa del Giro de Italia 1956 - 2.º en el Campeonato de España en Ruta 1958 - Campeonato de España de Montaña en Ruta - Campeonato Vasco-Navarro de Montaña - G. P. Pascuas |

## Resultados en Grandes Vueltas y Campeonato del Mundo
| Carrera         | 1945 | 1946 | 1947 | 1948 | 1949 | 1950 | 1951 | 1952 | 1953 | 1954 | 1955 | 1956 | 1957 | 1958 |
| --------------- | ---- | ---- | ---- | ---- | ---- | ---- | ---- | ---- | ---- | ---- | ---- | ---- | ---- | ---- |
| Giro de Italia  | X    | -    | -    | -    | -    | -    | -    | 35.º | 29.º | 38.º | 28.º | 38.º | 55.º | -    |
| Tour de Francia | X    | X    | -    | -    | Ab.  | -    | 9.º  | 3.º  | -    | 18.º | 22.º | 70.º | 24.º | 55.º |
| Vuelta a España | 22.º | 13.º | -    | 1.º  | X    | 4.º  | X    | X    | X    | X    | 14.º | 31.º | 3.º  | 26.º |
| Mundial en Ruta | X    | -    | -    | -    | -    | -    | -    | -    | 23.º | 19.º | Ab.  | -    | -    | -    |